# Luigi Mannelli
Luigi Mannelli (* 21. Februar 1939 in Neapel; † 14. März 2017 ebenda) war ein italienischer Wasserballspieler. Er war Olympiasieger 1960 und gewann einmal Silber bei Mittelmeerspielen.

## Karriere
Der 1,85 Meter große Luigi Mannelli spielte bei Circolo Canottieri Napoli. Mit diesem Verein war er 1958 und 1963 italienischer Meister.
Mannelli gehörte bereits 1956 zur italienischen Nationalmannschaft und wirkte bei den Olympischen Spielen in Melbourne im Vorrundenspiel gegen Singapur mit, in dem er auch ein Tor erzielte. In der Finalrunde mit den besten sechs Mannschaften gewannen die Ungarn vor den Jugoslawen und der sowjetischen Mannschaft, die Italiener wurden Vierte vor dem Team aus den Vereinigten Staaten.
Bei der Europameisterschaft 1958 in Budapest erreichten die Italiener die Runde der besten vier Mannschaften. Die Ungarn gewannen gegen die anderen drei Mannschaften, dahinter waren die Jugoslawen, die Mannschaft aus der Sowjetunion und die Italiener mit je einem Sieg punktgleich. Die Italiener wurden wegen ihrer schlechten Tordifferenz nur Vierte. Im Jahr darauf bei den Mittelmeerspielen 1959 in Beirut siegten die Jugoslawen vor den Italienern.
Bei den Olympischen Spielen 1960 in Rom besiegten die Italiener in der Finalrunde die Mannschaften aus der Sowjetunion und die Jugoslawen und spielten im letzten Spiel gegen die Ungarn Unentschieden. Damit gewannen sie die Goldmedaille vor dem Team aus der Sowjetunion und den Ungarn. Mannelli wirkte in zwei Vorrundenpartien mit und warf vier Treffer, drei davon gegen Japan.